# Tomasz Strzembosz

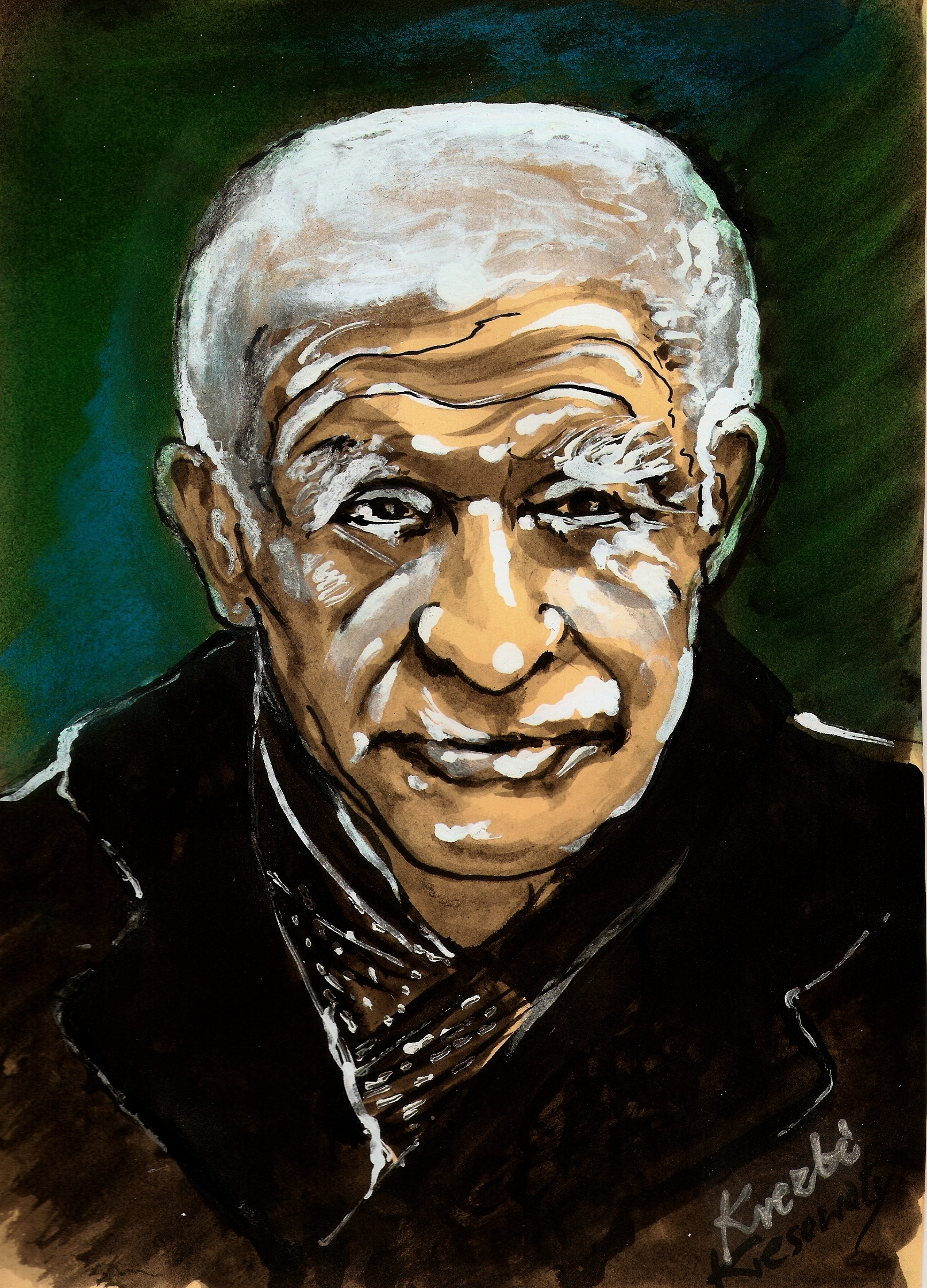
Zbigniew Kresowaty: Tomasz Strzemboszs

Tomasz Strzembosz (* 11. September 1930 in Warschau; † 16. Oktober 2004 ebenda) war ein polnischer Historiker.

## Leben
In der Volksrepublik Polen war Strzembosz einer der wenigen Historiker, die sich nicht der Staatsdoktrin beugten. Bereits in den 1950er Jahren vom Ministerium für Öffentliche Sicherheit beobachtet, konnte er seinen Magister-Abschluss in Geschichte nicht erlangen. Diesen erhielt er erst 1959. Seine Habilitation aus dem Jahre 1982 wurde erst 1989 anerkannt. Er setzte sich vor allem mit dem Polnischen Untergrundstaat auseinander, insbesondere mit der Akcja Główki und den Partisanen während der Sowjetischen Besetzung Ostpolens. In der Dritten Polnischen Republik wurde er 1991 erst a.o. Professor und dann o. Professor der Polnischen Akademie der Wissenschaften. Er erhielt einen Lehrauftrag an der Katholischen Universität Lublin. 1997 trat er in den Ruhestand. Seiner Geschichtsschreibung werden patriotische Beweggründe zugeschrieben.

## Bücher
- Tumult warszawski 1525 r.
- Saga o „Łupaszce“ ppłk. Jerzym Dąbrowskim 1889–1941
- Szare Szeregi jako organizacja wychowawcza
- Oddziały szturmowe konspiracyjnej Warszawy 1939–1945. Wydawnictwo Naukowe PWN 1979, ISBN 83-01-00085-6
- Odbijanie i uwalnianie więźniów w Warszawie 1939–1944, pub. 1972
- Akcje zbrojne podziemnej Warszawy 1939–1945, pub. 1978, reprinted 1983
- Refleksje o Polsce i podziemiu 1939–1945, pub. 1987, reprinted 1990
- Bohaterowie "Kamieni na szaniec" w świetle dokumentów, pub. 1994
- Rzeczpospolita podziemna
- Antysowiecka partyzantka i konspiracja nad Biebrzą X 1939 – VI 1941, pub. 2004